# 埃内斯托·埃斯科韦多
埃内斯托·埃斯科韦多（西班牙語：Ernesto Escobedo，1996年7月4日—）是一位美國職業網球運動員。

## 外部連結
- 埃内斯托·埃斯科韦多（英文/西班牙文）的官方資料
- 埃内斯托·埃斯科韦多的國際網球總會 職業／青少年 官方資料（英文）
- 埃内斯托·埃斯科韦多的官方資料（英文）